# Устав КПСС
Уста́в Коммунисти́ческой па́ртии Сове́тского Сою́за — основной закон внутренней жизни Коммунистической партии Советского Союза (КПСС), ранее РСДРП, РСДРП(б), ВКП(б).
Устав определял права и обязанности членов КПСС, её организационные принципы, нормы внутрипартийной жизни и методы её практической деятельности. Являлся обязательным для всех коммунистов и партийных организаций и обеспечивал выполнение Программы Коммунистической партии Советского Союза. Новый текст устава или вносимые в старый текст изменения принимались съездом КПСС либо партийной конференцией.

## Редакции устава
- редакция II съезда РСДРП (1903) 
Верховным органом РСДРП являлся съезд; высшим органом между съездами — Совет партии, который должен был объединять деятельность Центрального комитета (ЦК), направлявшего практическую деятельность партии, и редакции Центрального органа (ЦО, газеты «Искра»), осуществлявшей идейное руководство. На съезде разгорелась борьба вокруг вопроса о членстве в партии (§ 1 Устава). Формулировка В. И. Ленина требовала от членов партии личного участия в работе одной из её организаций. В формулировке Ю. О. Мартова членом партии мог считаться всякий, оказывающий партии регулярное личное содействие под руководством одной из её организаций. Съезд принял Устав, подготовленный Лениным; но § 1 прошёл в редакции Мартова. По этому принципу РСДРП раскололась на фракции большевиков и меньшевиков.
  - частичные изменения на III съезде РСДРП (1905) 
§ 1 принят в формулировке В. И. Ленина. Между съездами руководство партией передано ЦК.
- редакция IV (Объединительного) съезда РСДРП (1906) 
В основу партийной жизни лёг принцип демократического централизма.
  - частичные изменения на V (Лондонском) съезде РСДРП (1907) 
Съезд выбирает только ЦК, который сам назначает редакцию ЦО.
  - частичные изменения на Шестой (Пражской) Всероссийской конференции РСДРП (1912) 
Допущен принцип кооптации.
- редакция VI съезда РСДРП(б) (1917) 
Требование к приёму в партию только по рекомендации 2-х членов. Исключение из партии решается общим собранием местной организации. Съезд избирает Ревизионную комиссию.
- редакция Восьмой Всероссийской конференции РКП(б) (1919) 
Основой партии является партийная ячейка. Для вступления необходим кандидатский стаж. Определена структура подразделений на разных уровнях организации.
- редакция Двенадцатой Всероссийской конференции РКП(б) (1922)
  - частичные изменения на XIV съезде ВКП(б) (1925) 
Образована Партколлегия ЦКК для рассмотрения нарушений партийной этики, Программы и Устава.
- редакция XVII съезда ВКП(б) (1934) 
Определена роль и место Коммунистической партии как «… передовой, организованный отряд пролетариата Союза ССР, высшая форма его классовой организации». Центральная контрольная комиссия (ЦКК) преобразована в Комиссию партийного контроля (КПК) при ЦК. 
  - частичные изменения на XVIII съезде ВКП(б) (1939) 
Положение о правах члена партии, отмена периодических массовых чисток партии. Создан новый орган — Всесоюзная партконференция.
- редакция XIX съезда КПСС (1952) 
Исключены параграфы о созывах Всесоюзных партконференций, расширен перечень обязанностей члена партии. Вместо Политбюро образован Президиум ЦК КПСС, Оргбюро упразднено.
  - частичные изменения на XX съезде КПСС (1956)[1] 
Цеховые партийные организации могут создаваться в первичных организациях, имеющих свыше 50 коммунистов[2].
- редакция XXII съезда КПСС (1961)

  - частичные изменения на XXIII съезде КПСС (1966)
  - частичные изменения на XXIV съезде КПСС (1971)
  - частичные изменения на XXVII съезде КПСС (1986)
  - частичные изменения на XXVIII съезде КПСС (1990)

## Тексты Уставов
- Устав ВКП(б), принят Двенадцатой Всероссийской конференции РКП(б), изменения XIV съезда ВКП(б)
- Устав ВКП(б), принятый XVII съездом ВКП(б)
- Устав КПСС, утвержден XXII съездом, частичные изменения внесены XXIII и XXIV съездами КПСС
- Устав Коммунистической партии Советского Союза (утв. XXVIII съездом КПСС)